# Lac de Räterichsboden
Le lac de Räterichsboden (allemand : Räterichsbodensee) est un lac de barrage, situé sur le col du Grimsel, dans le canton de Berne, en Suisse.

## Présentation
Le lac de barrage a un volume de 25 millions de m3 et une superficie de 0,67 km2.

## Sources
- (de) Cet article est partiellement ou en totalité issu de l’article de Wikipédia en allemand intitulé « Räterichsbodensee » (voir la liste des auteurs).